# سلاح متحد المحور

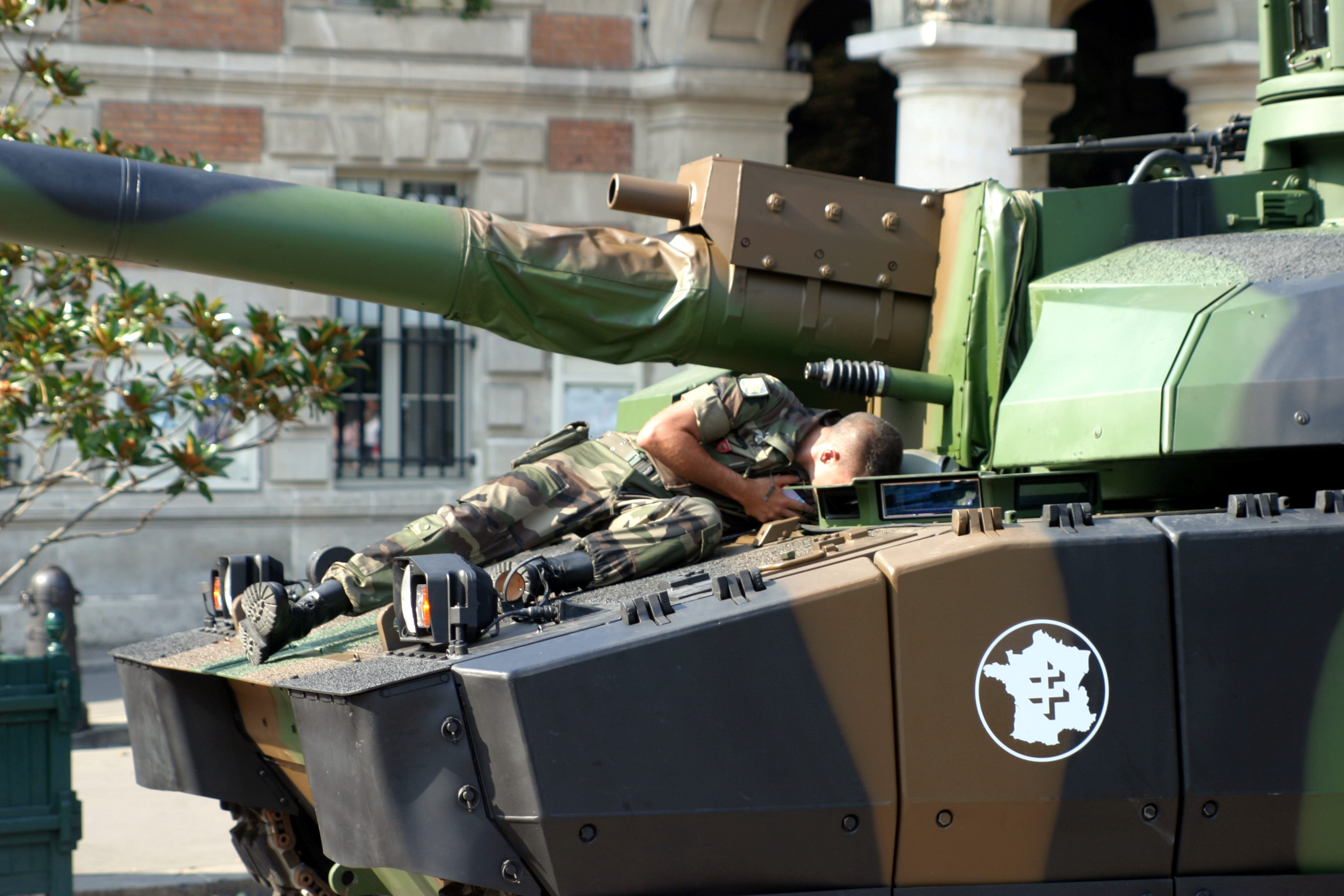
سلاح متحد المحور تحد المدفع الرئيسي على الدبابة الفرنسية لوكلير.
نظرة مقربة

السلاح متحد المحور هو نظام سلاح يكون مثبت بجانب نظام سلاح رئيسي، في معظم الأوقات يكون مركبا على دبابة. تقريبا كل الدبابات الحديثة مجهزة بهذه الأنظمة. يسمح سلاح متحد المحور بمواجهة أهداف معادية لا تستدعي استخدام القوة النارية من السلاح الرئيسي ضدها، حيث أن هذا السلاح يكون ذا عيار أقل. يستخدم هذا السلاح ضد المشاة والعرابات ذات التدريع الخفيف، وأما السلاح الرئيسي فيستخدم ضد الآليات المدرعة مثل الدبابات. يكون أيضا مثبت في نفس اتجاه السلاح الرئيسي، ولكن معظم الوقت مداه أقل من مدى السلاح الرئيسي.